# Simon Jupp
Simon James Jupp (né le 8 septembre 1985) est un homme politique du Parti conservateur britannique qui est député d'East Devon de 2019 à 2024.

## Jeunesse et carrière
Jupp est né à Plymouth à l'hôpital Freedom Fields le 8 septembre 1985. Après avoir quitté l'université, il travaille comme présentateur et journaliste pour Radio Exe, Plymouth Sound FM, Radio Plymouth, Spirit FM, North Norfolk Radio, BBC Radio Solent et ITV Channel TV avant de se lancer en politique .

## Carrière politique
Jupp rejoint le service de presse du CCHQ comme responsable de la diffusion en 2017. Il est nommé conseiller spécial de Tim Bowles, maire de West en Angleterre en 2018. En 2019, il rejoint le ministère des Affaires étrangères et du Commonwealth en tant que conseiller spécial du premier secrétaire d'État et ministre des Affaires étrangères Dominic Raab .
Jupp est choisi pour remplacer Hugo Swire comme candidat conservateur pour East Devon en novembre 2019 et remporte le siège avec 50,8% des voix et une majorité de 6708 voix.